# Soldier (Gavin DeGraw)
"Soldier" is een nummer van de Amerikaanse singer-songwriter Gavin DeGraw. Het nummer verscheen op zijn album Sweeter uit 2011. Op 24 september 2012 werd het nummer uitgebracht als de derde en laatste single van het album.

## Achtergrond
"Soldier" is geschreven door DeGraw en geproduceerd door Butch Walker. DeGraw vertelde over de bijdrage van Walker: "Hij was in staat om te luisteren naar de nummers en de juiste arrangementen te bedenken, de juiste muzikanten in te huren en de juiste instrumenten klaar te zetten. Je hebt niet altijd een magisch moment in de studio, maar je wilt dat die momenten er zijn. Ik weet nog dat we 'Soldier' opnamen en dat ik in het tweede couplet erg mijn best deed, de groove was zo goed en iedereen was enthousiast. Ik hoorde Butch 'Woo!' roepen - een oerschreeuw die zei, 'Dit voelt zo goed'. Je kunt dat niet faken. We hielden dat erin, omdat je de opname waarop je dat zo doet niet na kan maken."
Op "Soldier" belooft DeGraw dat hij voor altijd van zijn vriendin zal houden, en dat hij er altijd voor haar zal zijn. Op 6 september 2011 werd het in Canada als promotionele single uitgebracht. Op 24 september 2012 kreeg het nummer een officiële release in de Verenigde Staten. In beide landen werden de hitlijsten echter niet gehaald, alhoewel het nummer in de VS wel plaats 26 in de Adult Top 40 haalde. In het Verenigd Koninkrijk kwam de single tot plaats 59. In Nederland behaalde het de dertiende plaats in de Top 40 en de dertigste plaats in de Single Top 100. Ter promotie zong DeGraw het nummer tijdens de laatste aflevering van de televisieserie One Tree Hill, uitgezonden op 4 april 2012, naast zijn andere nummer "I Don't Want to Be", dat tevens de titelsong van de serie was.

## Hitnoteringen

### Nederlandse Top 40
| Hitnotering: 04-02-2012 t/m 26-05-2012 | Hitnotering: 04-02-2012 t/m 26-05-2012 | Hitnotering: 04-02-2012 t/m 26-05-2012 | Hitnotering: 04-02-2012 t/m 26-05-2012 | Hitnotering: 04-02-2012 t/m 26-05-2012 | Hitnotering: 04-02-2012 t/m 26-05-2012 | Hitnotering: 04-02-2012 t/m 26-05-2012 | Hitnotering: 04-02-2012 t/m 26-05-2012 | Hitnotering: 04-02-2012 t/m 26-05-2012 | Hitnotering: 04-02-2012 t/m 26-05-2012 | Hitnotering: 04-02-2012 t/m 26-05-2012 | Hitnotering: 04-02-2012 t/m 26-05-2012 | Hitnotering: 04-02-2012 t/m 26-05-2012 | Hitnotering: 04-02-2012 t/m 26-05-2012 | Hitnotering: 04-02-2012 t/m 26-05-2012 | Hitnotering: 04-02-2012 t/m 26-05-2012 | Hitnotering: 04-02-2012 t/m 26-05-2012 | Hitnotering: 04-02-2012 t/m 26-05-2012 | Hitnotering: 04-02-2012 t/m 26-05-2012 |
| Week                                   | 1                                      | 2                                      | 3                                      | 4                                      | 5                                      | 6                                      | 7                                      | 8                                      | 9                                      | 10                                     | 11                                     | 12                                     | 13                                     | 14                                     | 15                                     | 16                                     | 17                                     |                                        |
| -------------------------------------- | -------------------------------------- | -------------------------------------- | -------------------------------------- | -------------------------------------- | -------------------------------------- | -------------------------------------- | -------------------------------------- | -------------------------------------- | -------------------------------------- | -------------------------------------- | -------------------------------------- | -------------------------------------- | -------------------------------------- | -------------------------------------- | -------------------------------------- | -------------------------------------- | -------------------------------------- | -------------------------------------- |
| Positie                                | 29                                     | 21                                     | 20                                     | 23                                     | 21                                     | 19                                     | 14                                     | 15                                     | 15                                     | 15                                     | 13                                     | 16                                     | 16                                     | 20                                     | 31                                     | 35                                     | 39                                     | uit                                    |

### Single Top 100
| Hitnotering: 28-01-2012 t/m 19-05-2012 | Hitnotering: 28-01-2012 t/m 19-05-2012 | Hitnotering: 28-01-2012 t/m 19-05-2012 | Hitnotering: 28-01-2012 t/m 19-05-2012 | Hitnotering: 28-01-2012 t/m 19-05-2012 | Hitnotering: 28-01-2012 t/m 19-05-2012 | Hitnotering: 28-01-2012 t/m 19-05-2012 | Hitnotering: 28-01-2012 t/m 19-05-2012 | Hitnotering: 28-01-2012 t/m 19-05-2012 | Hitnotering: 28-01-2012 t/m 19-05-2012 | Hitnotering: 28-01-2012 t/m 19-05-2012 | Hitnotering: 28-01-2012 t/m 19-05-2012 | Hitnotering: 28-01-2012 t/m 19-05-2012 | Hitnotering: 28-01-2012 t/m 19-05-2012 | Hitnotering: 28-01-2012 t/m 19-05-2012 | Hitnotering: 28-01-2012 t/m 19-05-2012 | Hitnotering: 28-01-2012 t/m 19-05-2012 | Hitnotering: 28-01-2012 t/m 19-05-2012 | Hitnotering: 28-01-2012 t/m 19-05-2012 |
| Week                                   | 1                                      | 2                                      | 3                                      | 4                                      | 5                                      | 6                                      | 7                                      | 8                                      | 9                                      | 10                                     | 11                                     | 12                                     | 13                                     | 14                                     | 15                                     | 16                                     | 17                                     |                                        |
| -------------------------------------- | -------------------------------------- | -------------------------------------- | -------------------------------------- | -------------------------------------- | -------------------------------------- | -------------------------------------- | -------------------------------------- | -------------------------------------- | -------------------------------------- | -------------------------------------- | -------------------------------------- | -------------------------------------- | -------------------------------------- | -------------------------------------- | -------------------------------------- | -------------------------------------- | -------------------------------------- | -------------------------------------- |
| Positie                                | 71                                     | 45                                     | 33                                     | 41                                     | 42                                     | 37                                     | 35                                     | 37                                     | 42                                     | 54                                     | 45                                     | 34                                     | 30                                     | 41                                     | 54                                     | 74                                     | 85                                     | uit                                    |

### NPO Radio 2 Top 2000
| Nummer met noteringen in de NPO Radio 2 Top 2000 | '12  | '13  | '14  |
| ------------------------------------------------ | ---- | ---- | ---- |
| Soldier                                          | 1414 | 1528 | 1841 |

1. ↑  Een vetgedrukt getal geeft de hoogste notering aan.
2. ↑  2012 was het eerste jaar met een notering voor dit nummer.
3. ↑  Deze tabel is bijgewerkt tot en met de laatste editie (2024).